# 有馬万里代
有馬 万里代（ありま まりよ、1928年2月22日-、本名・有馬マリ子）は、日本の音楽家、声楽家（アルト歌手）。鹿児島大学名誉教授。鹿児島オペラ協会会長を長年務める。

## 人物
鹿児島市出身。幼少期から歌が好きで、ラジオにしがみついて三浦環が歌うプッチーニの蝶々夫人を聴いていた。1940年に鹿児島県立第二高等女学校（現：鹿児島県立甲南高等学校）へ入学。高等女学校3年生の時に田中義人（鹿児島師範学校教員）に弟子入りして、夜道を母に守られながらレッスンに通う。東京音楽学校（後の東京藝術大学）に合格し、師範科で四家文子に師事して1948年に卒業。同年鹿児島師範学校で教職に就く（同校は翌年の学制改革で新制鹿児島大学に包括される）。鹿児島大学教育学部附属中学校と鹿児島大学教育学部附属小学校の教諭を経て、1953年から鹿児島大学教育学部講師を務める。1954年には母校の東京藝術大学に国内留学して再び四家文子に師事し、五十嵐喜芳と並んで四家門下の優等生と言われた。1958年、声楽研究グループ「シャンテ・ブリュー」を設立し主宰。
1960年鹿児島大学教育学部助教授に就任し、1974年教育学部教授に昇任。また、1965年から2年間イタリアのミラノ音楽院に留学し、1976年から2年間文部省在外研究員として再びイタリアに留学。1981年、鹿児島県音楽教育連盟会長となる。
1971年、野村三郎鹿児島短期大学教授（当時）に誘われて、鹿児島オペラ協会発足に携わる。当初有馬は質の高い人材をそろえない限り反対との立場をとったが、協会は野村の尽力で演出家栗山昌良等一流の人材を招くことができたため、1973年2月に旗揚げ公演。
鹿児島大学教授の他、鹿児島オペラ協会会長や「シャンテ・ブリュー」の主宰、鹿児島混声合唱団の女性指揮者を長年務め、地元鹿児島の合唱水準を高めることに尽力。1977年、鹿児島県芸術文化奨励賞。1987年、南日本文化賞受賞。1993年、文部省の地域文化功労者表彰。2008年11月に瑞宝中綬章。